# عبد الرحمن بوعلي (شاعر مغربي)
عبد الرحمن بوعلي (1954، أحفير) شاعر وناقد ومترجم ومؤلف مسرحي مغربي، يشغل منصب أستاذ التعليم العالي لمادتي السيميائيات والأدب بجامعة محمد الأول بوجدة.

## مسيرته المهنية
ولد في مدينة أحفير، وجدة. تلقى تعليمه بمدارس فاس وأحفير ووجدة، ثم بثانويات مدينة وجدة إلى غاية الباكالوريا عام 1972.
حصل على الشهادات التالية:
- الإجازة في اللغة العربية وآدابها من جامعة محمد بن عبد الله – فاس 1980
- شهادة الدروس المعمقة DEA من جامعة محمد الخامس-الرباط 1981
- دبلوم الدراسات العليا  DES  في الأدب العربي من	جامعة محمد الخامس-الرباط 1985
- دكتوراه الدولة في الأدب العربي من جامعة محمد الخامس-الرباط 1991

وتدرج في سلك التعليم من مدرس في المدارس الابتدائية إلى أستاذ للتعليم العالي، حيث انخرط منذ أكتوبر 1972 في سلك الوظيفة العمومية، ودرس في عدة مؤسسات تعليمية في المغرب كالدار البضاء، وجدة وبركان، وخارج البلاد اشتغل أستاذا محاضرا ورئيسا لقسم الدراسات اللغوية بكلية التربية بصلالة 1996-1999، سلطنة عمان.
° عمل أستاذازائرا بجامعة غرناطة 2012-2013.
° ثم أستاذا بجامعة قطر 2012-2015، ثم أستاذا بجامعة الشارقة 2019-2023. الآن هو متقاعد ينشر ابحاثه وإبداعاته ويشارك في تحكيم الأبحاث والترقيات والجوائز الأدبية.

## نشاطه الثقافي
منذ شبابه اهتم بالمجال الأدبي ولم يكن سنه يتجاوز الخمسة عشر سنة، كان شغوفا بالأدب فقرأ توفيق الحكيم وأرسين لوبين والمنفلوطي والشابي وفيكتور هيجو ولا مارتين وغيرهم
وبسبب ولعه بالأدب فقد أسس مجلة ثقافية مجلة ضفاف الثقافية بمعية بعض المثقفين في الجهة الشرقية من المغرب حيث أصبح مديرها ورئيس تحريرها 
أسس بمعية بعض الشعراء وترأس جمعية عكاظ وجدة الشعرية
ترأس جمعية المنتدى المغاربي للثقافة والإبداع والتنمية. 
عضو المؤسسة العربية للعلوم والتكنولوجيا بالشارقة وعضو في اتحاد كتاب المغرب 1976.
ترجمت أشعاره إلى عدد من اللغات الأجنبية . ترجم عددا هاما من الكتب والأبحاث، كما أنجز أنطولوجيتين واحدة للشعر المغربي مترجما إلى اللغتين الفرنسية والأنجليزية، وثانية للشعر العربي ترجم فيها لأكثر من مائة شاعر عربي إلى اللغة الأنجليزية.
من مؤسسي مهرجان عكاظ وجدة الشعري 1994. كان عضوا للمجلس الأعلى للثقافة التابع لوزارة الشؤون الثقافية في المغرب.  وعضوا في جمعية العلماء العرب الشارقة وعضوا في منبر الكواكبي للتحولات الديمقراطية في الوطن العربي في الأردن.

## مؤلفاته

### الكتب النقدية المطبوعة
1- في نقد المناهج المعاصرة: البنيوية التكوينية – مطبعة المعارف الجديدة – الطبعة الأولى- الرباط 1994
2- التحليل السيميوطيقي للنص الشعري – مطبعة المعارف الجديدة –الطبعة الأولى-الرباط 1994
3- نظريات القراءة: من البنيوية إلى جمالية التلقي – دار الجسور 1995- الطبعة الثانية – دار الحوار- سوريا 2003.
4- المغامرة الروائية (1848-1980) الطبعة الأولى- منشورات مفاتيح المعرفة –جامعة محمد الأول-وجدة-المغرب 1996
-الطبعة الثانية –مؤسسة النخلة-وجدة 2003.
5- نبيل سليمان: قرن من الكتابة الروائية – دار الحوار –دمشق –سورية 1996
6- السيميائيات أو علم العلامات: جيرار دولودال (ترجمة)-الطبعة الأولى- مطبعة النجاح الجديدة –الطبعة الأولى-المغرب2000.
-الطبعة الثانية – دار الحوار- سوريا 2003.
7-الأدب عند رولان بارط: فانسان جوف (ترجمة)- مطبعة النجاح الجديدة –المغرب 2002.
- الطبعة الثانية – دار الحوار- سوريا 2003.
8- شعرية الأثر المفتوح: أومبرطو إيكو (ترجمة) – دار نشر الجسور-المغرب 2000.
–الطبعة الثانية – دار الحوار- سوريا 2001.
9- الرواية العربية الجديدة – منشورات كلية الآداب – وجدة 2001.
وله قيد الطبع بالفرنسية والإنجليزية :
Anthologie de la poésie moderne Arabe au Maroc (traduction Française et Anglaise)  
Anthology of Arabic poetry (traduction Anglaise)

### الدواوين الشعرية المطبوعة
1)أسفار داخل الوطن: مطبعة الأندلس/المغرب 1977
2)الولد الدائري: مطبعة الحرية/بغداد/العراق 1982
3)وردة للزمن المستحيل: المطبعة المركزية/المغرب 1984
4)الأناشيد والمراثي: منشورات جامعة محمد الأول بوجدة 1996
5)تحولات يوسف المغربي: مطبعة النخلة/المغرب 2003. (فائز بجائزة مؤسسة عبد العزيز سعود البابطين - دورة قرطبة 2004).
6)مدن الرماد: مطبعة النخلة/المغرب 2004.
7)كتاب التحولات وقصائد أخرى: مطبعة تريفة/المغرب 2006.
8)الأعمال الشعرية – الجزء الأول- مطبعة تريفة/المغرب 2007.
9)الأعمال الشعرية – الجزء الثاني- مطبعة تريفة/المغرب 2007.
10)أعدني إلى رحم المحبرة - مطبعة تريفة/المغرب 2007.
11)كتاب التحولات والهجرة - مطبعة تريفة/المغرب 2009,

### الأبحاث والدراسات المنشورة
1-  الوضعية الروائية بالمغرب – مجلة آفاق-الرباط- (المغرب)  1984
2-  البنى الأدبية والظاهرة الروائية -مجلة الوحدة -الرباط- (المغرب) 
1986
3-  نحو سوسيولوجيا للظاهرة الشعرية في المغرب – ندوة المغرب الشرقي بين الحاضر والمستقبل– 1986.
4-  عناصر أولية لمقاربة سيميو-سوسيولوجية (النص الشعري) – مجلة العرب والفكر العالمي   -  1988
5-  بيرس وسوسير –مجلة العرب والفكر العالمي - بيروت – لبنان      1988
6-  أثر المنهج السوسيولوجي في الدراسات النقدية العربية –مجلة الوحدة –الرباط - المملكة المغربية      1988
7- الخطيئة والتكفير: من البنيوية إلى التشريحية –مجلة المجلة العربية للعلوم الإنسانية –جامعة الكويت   1988
8- عبد الكريم غلاب روائيا: قراءة في رواية (صباح ويزحف الليل) -مجلة آفاق-الرباط -ع 2، 1991
9- تاريخ المقاومة المغربية والمغرب العربي - مجلة كلية الآداب والعلوم الإنسانية-وجدة، ع 3، 1992
10- أشكال المعمار الفني في الرواية العربية الجديدة –مجلة كلية الآداب –وجدة (المغرب) 1994
11-جدل الفلسفي والأدبي في روايات محمد عزيز الحبابي -العلم الثقافي-الرباط-غشت  1994
12- سيميولوجية القراءة – مجلة علامات – النادي الأدبي بجدة - المملكة العربية السعودية 1996
13- شخصيات النص السردي - مجلة علامات-النادي الأدبي-المملكة العربية السعودية  1997
14- من الهرمنوطيقا إلى التفكيكية – مجلة علامات-النادي الأدبي-  "   1998
15- شعرية الأثر المفتوح (ترجمة) مجلة نوافذ –النادي الأدبي بجدة-   "    1999
16- المعمار الفني في الرواية – مجلة علامات – النادي الأدبي بجدة -    "   1999
17- أدبية الأدب - مجلة نوافذ-النادي الأدبي بجدة-   "   2000
18- الرواية الفرنسية الجديدة - مجلة ضفاف –العدد 1   وجدة   2002
19- المنهج السيميائي – مجلة ضفاف - وجدة   2004
20- القراءة العاشقة: التراث والمنهج عند عبد الفتاح كيليطو - مجلة ضفاف    2005
21- العودة إلى الجدور: قراءة في رواية la colline de papier  لعلي تزيلكاظ - الملحق الثقافي-الاتحاد الاشتراكي يونيو  2007

## الجوائز والأوسمة المحصل عليها
- جائزة مؤسسة عبد العزيز سعود البابطين للإبداع الشعري دورة ابن زيدون، قرطبة 2004.
- وسام الملك محمد السادس من درجة فارس 2007.
- كرسي الفنون والآداب المؤسسة الأوروبية العربية، غرناطة إسبانيا ماي 2008.

## وصلات خارجية
- مدونة الشاعر المغربي عبد الرحمن بوعلي عربية- إسبانية
- المنهج البنيوي التكويني عند عبد الرحمـــن بوعلـــي-  د. جميل حمداوي.
- تجـربـة الثـمانيـنـات والتسـعـيـنـات أضـافـت مـلامـح كـانـت غائـبــة للـقـصـيـدة المـغـربـيـة حوار مع عبد الرحمن بوعلي.